# Lalitpur (Distrikt, Uttar Pradesh)
Der Distrikt Lalitpur (Hindi ललितपुर जिला, Urdu للت پور ضلع) ist ein Distrikt des indischen Bundesstaats Uttar Pradesh. Wirtschafts- und Verwaltungszentrum ist die etwa 140.000 Einwohner zählende Stadt Lalitpur.

## Geographie
Der – außer einem schmalen Korridor im Norden – auf allen Seiten vom Bundesstaat Madhya Pradesh (M. P.) umschlossene Distrikt Lalitpur wird im Westen begrenzt vom teilweise aufgestauten Fluss Betwa. Nachbardistrikte sind im Nordwesten der Distrikt Jhansi, im Westen die Distrikte Shivpuri und Guna (M. P.), im Süden und Südosten der Distrikt Sagar (M. P.), im Osten der Distrikt Chhatarpur (M. P.) und im Nordosten der Distrikt Tikamgarh (M. P.).
Der Distrikt Lalitpur ist in die drei Tehsils Lalitpur, Mahroni und Talbehat unterteilt; er besteht aus 754 Dörfern und vier größeren Städten.
Die durchschnittliche Höhe über dem Meeresspiegel liegt zwischen 200 und 450 Metern; die höchste Erhebung liegt knapp über 500 m.

## Bevölkerung
In der Dekade zwischen 2001 und 2011 wuchs die Bevölkerung um knapp 25 % auf etwa 1,22 Millionen an, wobei der männliche Bevölkerungsanteil den weiblichen um etwa 10 % übersteigt. Etwa 85 % der Bevölkerung lebt in den Dörfern auf dem Lande; ein Drittel der Menschen gelten als Analphabeten, wobei der Anteil der Frauen deutlich höher ist als der männliche. Größte Städte sind Lalitpur (ca. 140.000 Einwohner), Mahroni (ca. 10.000 Einwohner), Talbehat (ca. 15.000 Einwohner) und Pali (ca. 10.000 Einwohner). Insgesamt leben 14,4 % der Einwohner in Städten.

## Wirtschaft
Der Distrikt Lalitpur ist in hohem Maße landwirtschaftlich geprägt; lediglich in der Stadt Lalitpur gibt es – wegen der günstigen Eisenbahn- und Verkehrsanbindungen – einige größere Handwerksbetriebe sowie Geschäfte, weiterführende Schulen, Banken und andere Dienstleistungsunternehmen.

## Geschichte
Lalitpur gehörte ehemals zur Region Bundelkhand, die im 17. und 18. Jahrhundert unter den Einfluss der Marathen kam und in großen Teilen im Jahr 1812 von den Scindia-Herrschern von Gwalior annektiert wurde. Seit dem Jahr 1844 stand das Gebiet auch offiziell unter britischer Kontrolle. Nach der Unabhängigkeit Indien (1947) gehörte Lalitpur zum Distrikt Jhansi, bis es 1974 zu einem eigenen Distrikt erklärt wurde.

## Sehenswürdigkeiten
Hauptsehenswürdigkeit des touristisch kaum erschlossenen Distrikts ist das Dorf Deogarh mit dem kulturhistorisch äußerst bedeutsamen Dashavatara-Tempel, der noch in die Gupta-Zeit (um 500 n. Chr.) zu datieren ist. In der Nähe befinden sich weitere Tempel.